# Montjean (Charente)
Montjean – miejscowość i gmina we Francji, w regionie Nowa Akwitania, w departamencie Charente.
Według danych na rok 1990 gminę zamieszkiwały 272 osoby, a gęstość zaludnienia wynosiła 34 osoby/km² (wśród 1467 gmin regionu Poitou-Charentes Montjean plasuje się na 738. miejscu pod względem liczby ludności, natomiast pod względem powierzchni na miejscu 942.).

## Galeria

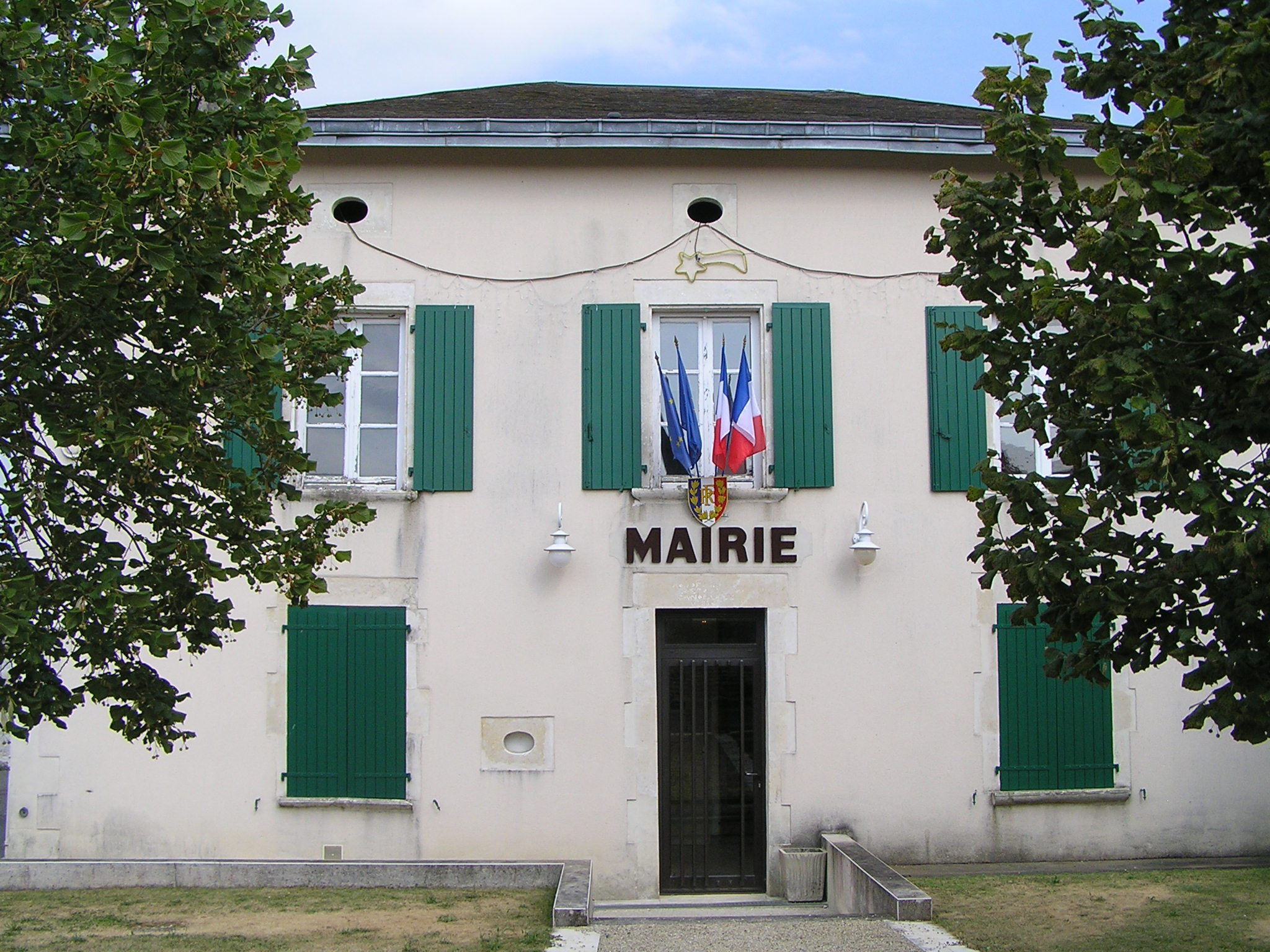
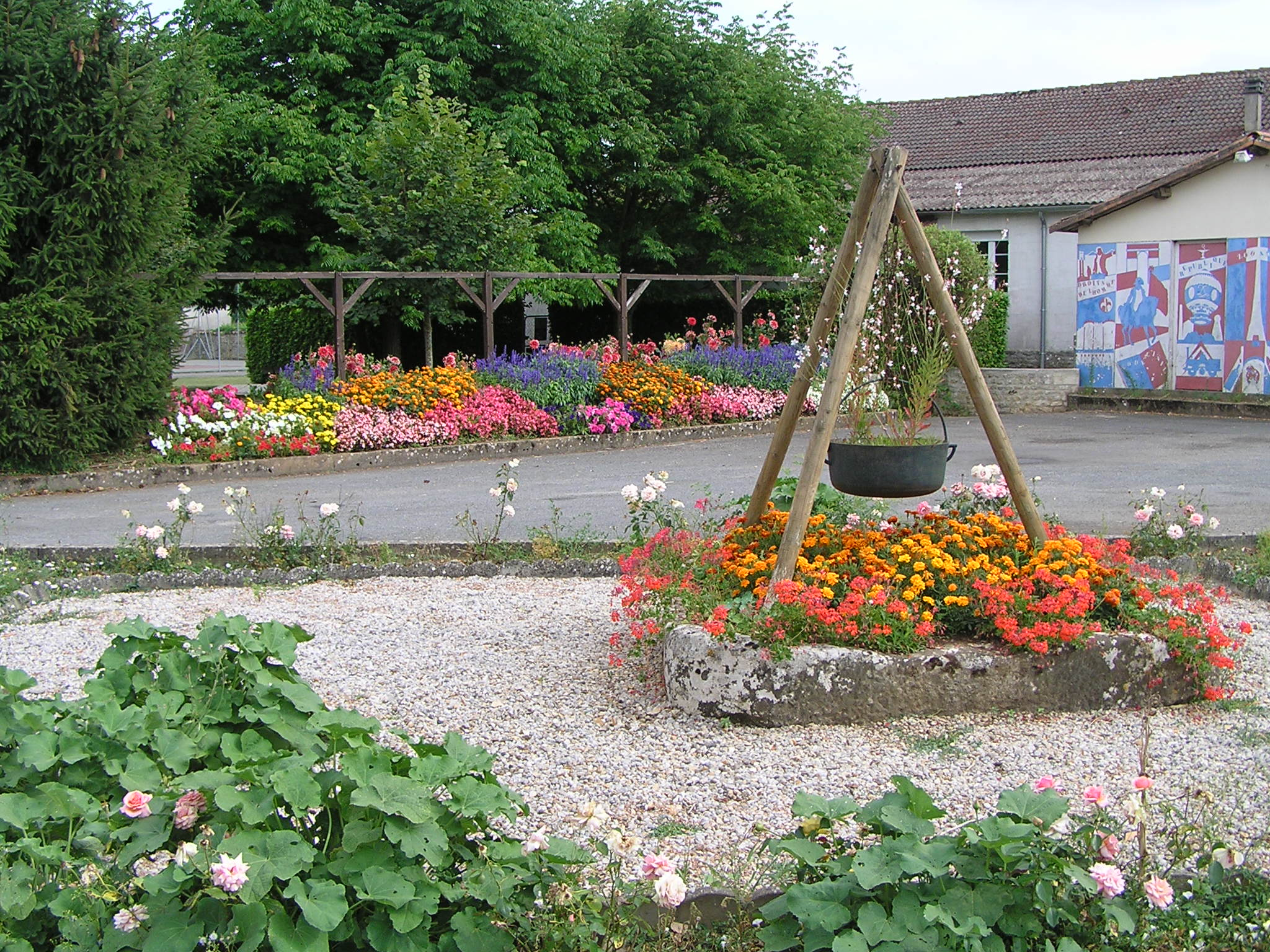
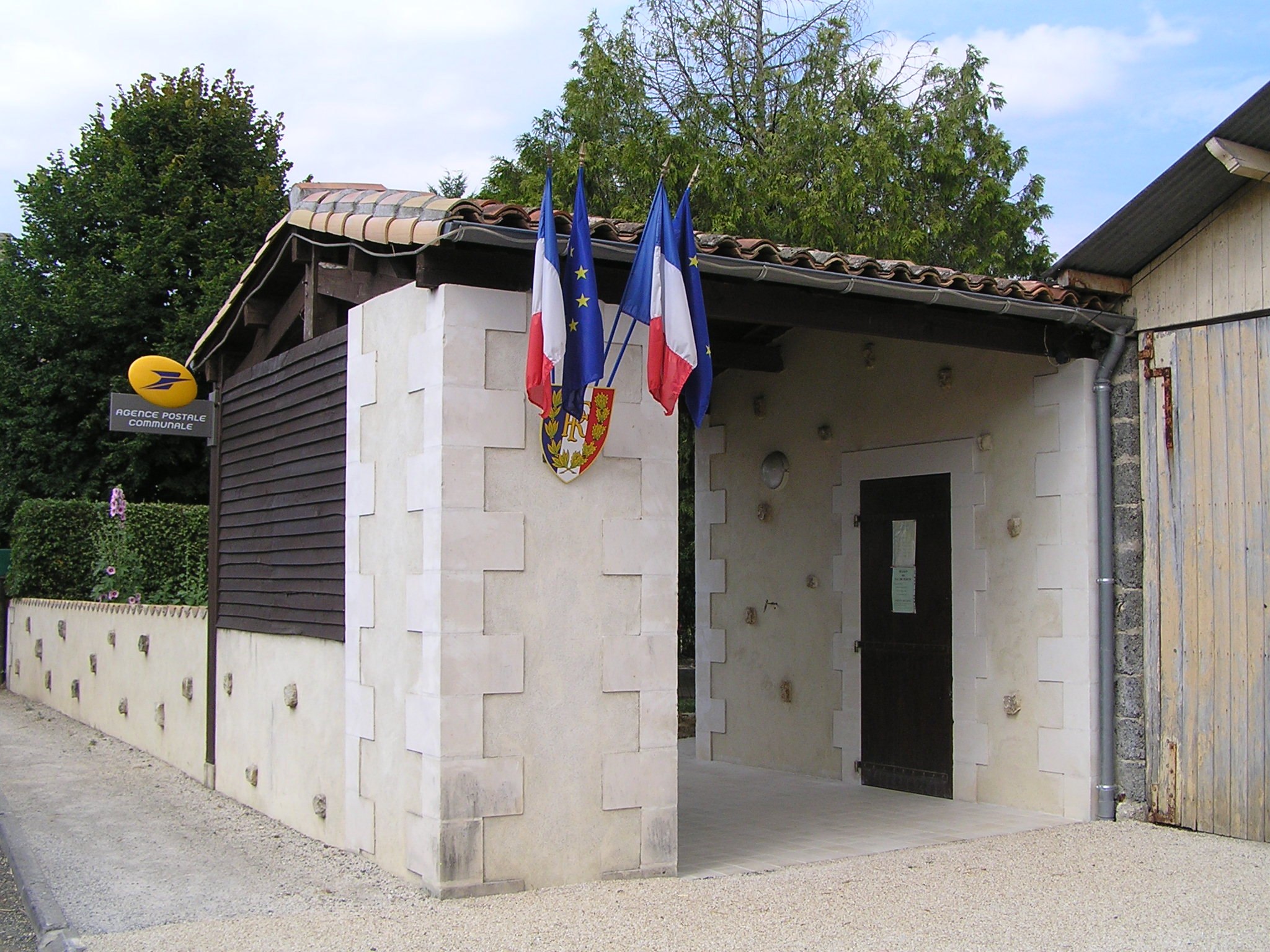
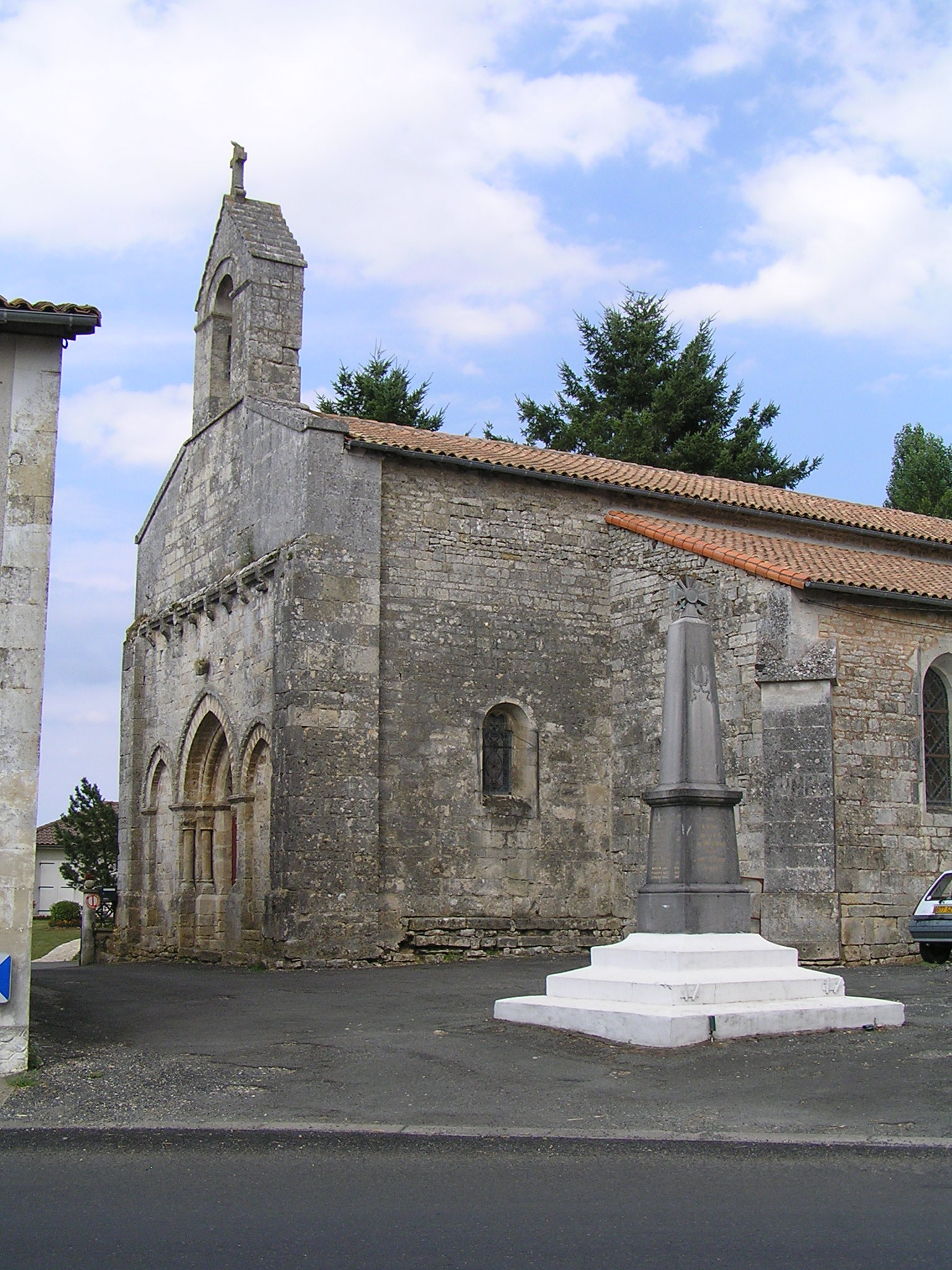
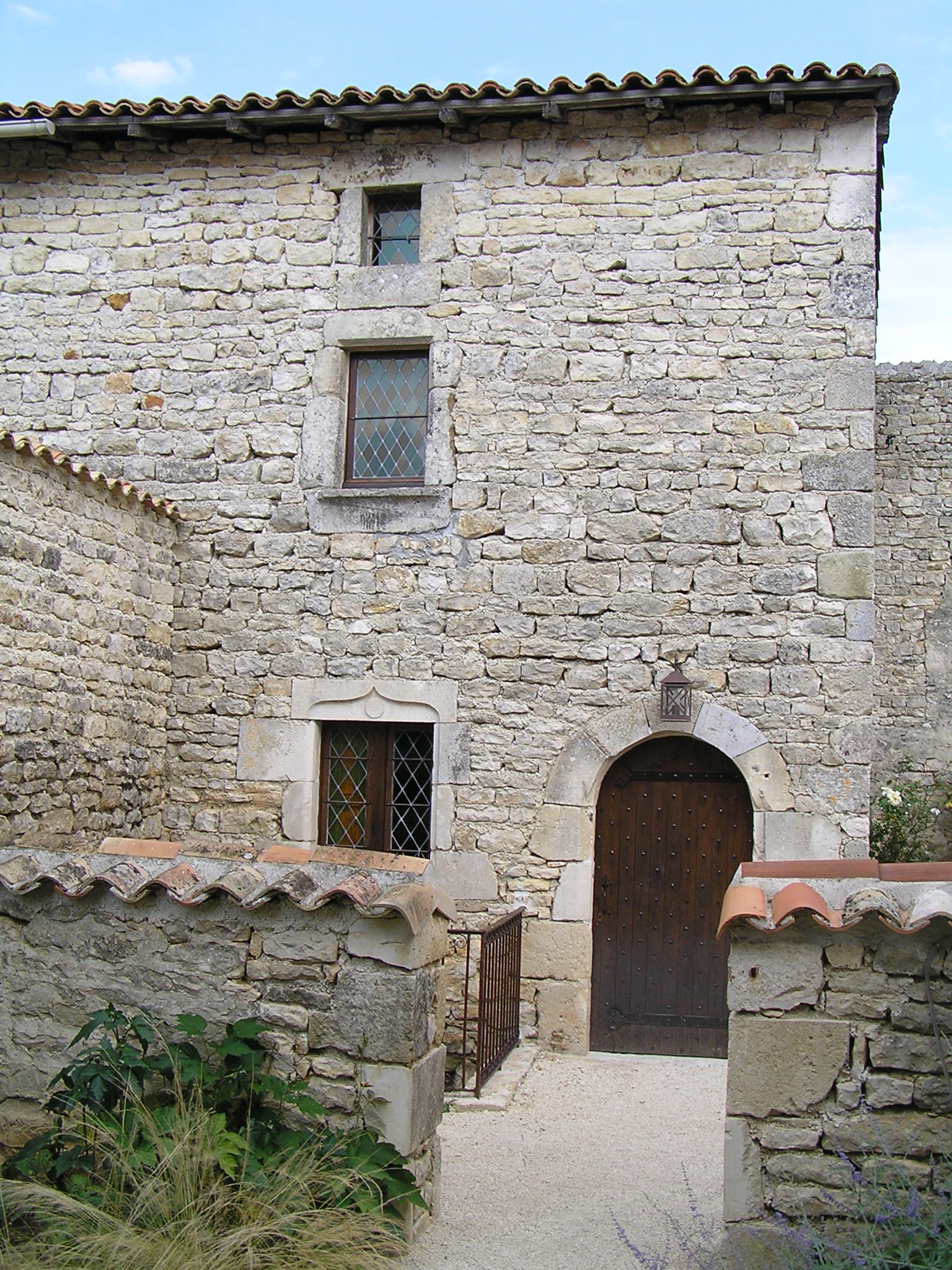